# رود ميخالكو
رود ميخالكو هو باحث كندي في مجال دراسات الإعاقة.
حصل ميخالكو على درجة الدكتوراه في علم الاجتماع من جامعة كولومبيا البريطانية. وفي عام 2007، عمل في كلية نيو، تورنتو، حيث صمم سلسلة من دورات دراسات الإعاقة. وقد تقاعد منذ ذلك الحين من جامعة تورنتو.
بدأ ميخالكو يفقد بصره منذ صغره، وهو الآن كفيف. حتى عام 2001، كان ميخالكو يعتمد على كلبه المرشد، سموكي، الذي كتب عنه في كتابيه "اثنان في واحد" (1999) و "رسائل مع سموكي" (2023). منذ وفاة سموكي، يستخدم ميخالكو عصا بيضاء.
ميخالكو هو شريك زميلته الأكاديمية تانيا تيتشكوسكي.

## الكتب
مؤلف
- ميخالكو، رود (1998). لغز العين وظل العمى. تورنتو، أونتاريو: مطبعة جامعة تورنتو.[4]
- ميخالكو، رود (1999). كتاب "اثنان في واحد: المشي مع سموكي، المشي مع العمى". فيلادلفيا، بنسلفانيا: مطبعة جامعة تيمبل.[5][6]
- ميخالكو، رود (2002). الفرق الذي تُحدثه الإعاقة. فيلادلفيا، بنسلفانيا: مطبعة جامعة تيمبل.[7]
- ميخالكو، رود (2017). الأمور مختلفة هنا: وقصص أخرى. لندن، أونتاريو: دار نشر إنسومنياك.[8]
- ميخالكو، رود؛ جودلي، دان (2023). رسائل مع سموكي: العمى والعلاقات التي تتجاوز حدود الإنسانية. وينيبيغ، مانيتوبا: مطبعة جامعة مانيتوبا.[9][10]

محرر
تيتشكوسكي، تانيا؛ ميخالكو، رود، المحررون (2009). إعادة التفكير في الوضع الطبيعي: دراسة حالة حول الإعاقة. تورنتو، أونتاريو: دار نشر العلماء الكنديين.